# Faustino Míguez
Manuel Míguez González, SP řeholním jménem Faustino od Vtělení (24. března 1831, Celanova – 8. března 1925, Getafe) byl španělský římskokatolický kněz a řeholník piaristického řádu, zakladatel kongregace Dcer Božského Pastýře. Katolická církev jej uctívá jako světce.

## Život

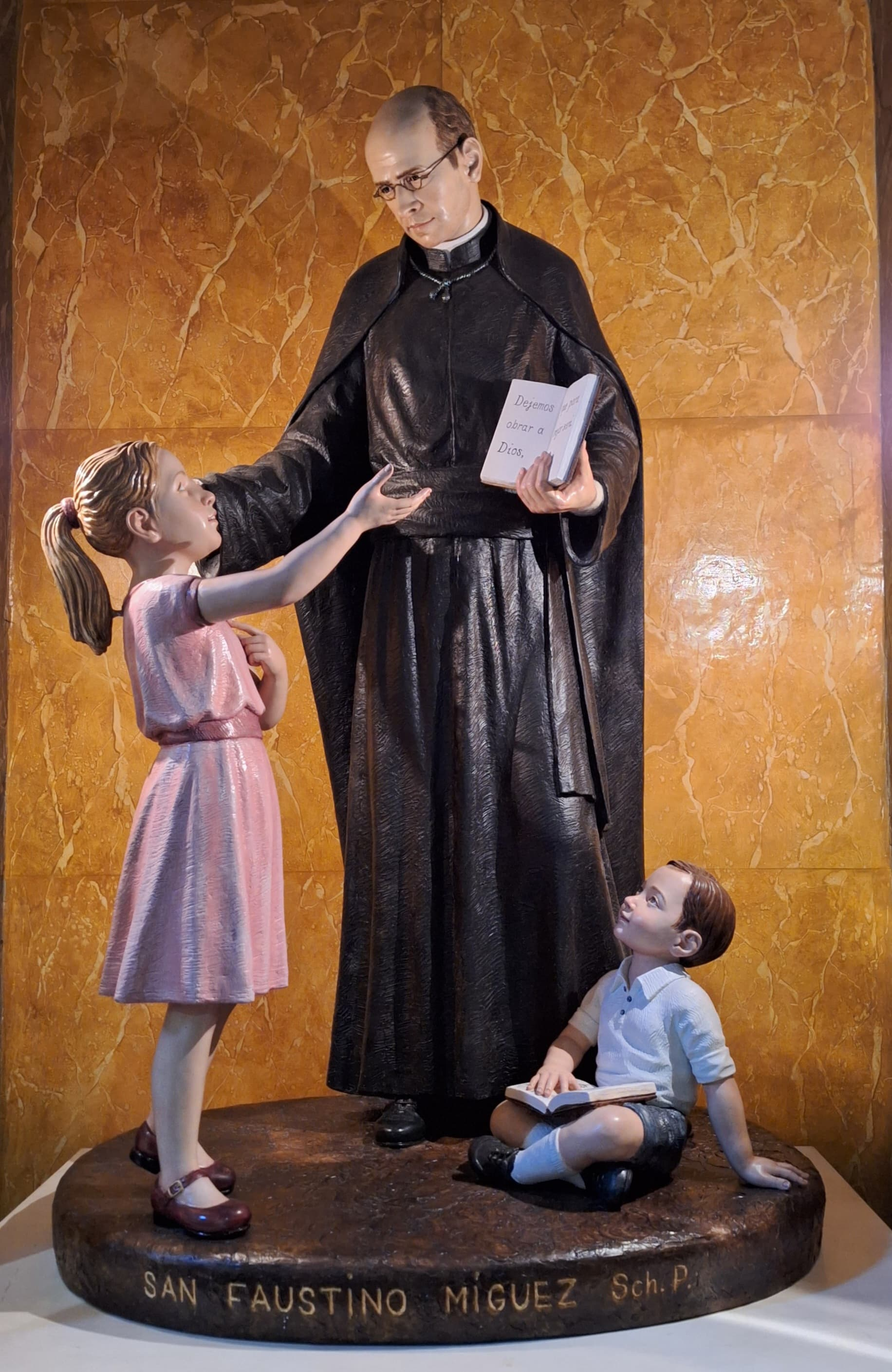
Soška

Narodil se dne 24. března 1831 ve španělské obci Celanova jako poslední ze čtyř dětí rodičům Benitu Míguezovi a Maríi González. Pokřtěn byl dne 25. března téhož roku v místním farním kostele. Roku 1841 přijal první svaté přijímání. Studoval latinu a humanitní vědy v Ourense.[1]
Během studií se rozhodl stát knězem. Taktéž se rozhodl vstoupit k piaristům a roku 1850 u nich v Madridu zahájil svůj noviciát. Dne 5. prosince 1850 složil své první dočasné řeholní sliby a přijal řeholní jméno Faustino od Vtělení.  Dne 16. ledna 1853 pak složil doživotní řeholní sliby.
Dne 23. prosince 1854 přijal některá nižší svěcení a o den později, dne 24. prosince 1854, byl vysvěcen na podjáhna. Roku 1855 přijal jáhenské svěcení. Na kněze byl vysvěcen dne 8. března 1856 biskupem Vicentem Horcosem San Martínem v kostele San Marcos v Madridu. Svoji primiční mši svatou sloužil na svátek sv. Josefa dne 19. března 1856.
Svým řeholním řádem byl poté poslán vyučovat do španělského San Fernanda a vyučoval také ve své rodné Celanově. Roku 1857 byl poslán do města Guanabacoa na Kubě. Roku 1860 se však kvůli nemoci vrátil do Španělska. Kromě výuky strávil mnoho času také zpovídáním. Zajímal se také o farmacii a botaniku.
Dne 2. ledna 1885 založil ženskou řeholní kongregaci Dcer Božského Pastýře. Kongregace má za cíl výchovu a vzdělání chudých žen. Dne 12. června 1889 obdržela jím založená kongregace diecézní potvrzení o svém založení a roku 1912 získala kongregace také papežské schválení.
Od roku 1888 bydlel v Getafe. Zde také dne 8. března 1925 ve věku 93 let zemřel.

## Úcta
Jeho beatifikační proces byl zahájen dne 7. ledna 1982, čímž obdržel titul služebník Boží. Dne 21. prosince 1992 jej papež sv. Jan Pavel II. podepsáním dekretu o jeho hrdinských ctnostech prohlásil za ctihodného. Dne 6. dubna 1998 byl potvrzen první zázrak na jeho přímluvu, potřebný pro jeho blahořečení.
Blahořečen pak byl dne 25. října 1998 na Svatopetrském náměstí papežem sv. Janem Pavlem II. Dne 21. prosince 2016 byl uznán druhý zázrak na jeho přímluvu, potřebný pro jeho svatořečení. Svatořečen pak byl spolu s několika dalšími světci dne 15. října 2017 na Svatopetrském náměstí papežem Františkem.
Jeho památka je připomínána 8. března. Bývá zobrazován v kněžském oděvu. Kromě toho, že je patronem kongregace kterou založil, je také patronem pedagogů, vědců a lékárníků, jelikož se během svého života zajímal o výrobu léčiv.